# Jim Ryan (Musiker)
Jim Ryan (* um 1934 in St. Paul (Minnesota); † 27. Dezember 2023) war ein US-amerikanischer Jazz- und Improvisationsmusiker (Alt- und Tenorsaxophon, Komposition), der sich auch als Lyriker und Autor betätigte.

## Leben und Wirken
Ryan hörte als Jugendlicher Bebop und begann darauf Posaunenunterricht zu nehmen, musste ihn aber etwa ein Jahr später aufgeben, als seine Eltern ihn zur Arbeit in einer Elektrodenfabrik in North Carolina schickten. 1958 schloss er sein Studium der Philosophie an der University of Minnesota ab. Nachdem er seinen Wehrdienst in Europa verbracht hatte, studierte er an der Sorbonne weiter. In Paris begann er zu schreiben. Er wurde ein Beat-Poet und traf auch mit anderen Autoren wie William S. Burroughs und Allen Ginsberg zusammen. Weiterhin in Paris lebend, lernte er etwa 1968 Flöte und erwarb kurz darauf ein C-Melody-Saxophon. In den frühen 1970er-Jahren nahm er an einem einjährigen Workshop bei Steve Lacy teil. Etwa zu dieser Zeit gründete er die Free Music Formation und spielte in Paris und anderen europäischen Städten. 1975 kehrte er in die USA zurück und ließ sich in Washington, D.C. nieder, wo er 1979 die Art Performance Group gründete. 1987 zog er nach Kalifornien und lebte dort, bis er 1993 ins Marin County zog.
In den folgenden Jahren schloss sich Ryan der Improvisationsszene der San Francisco Bay Area an. 1997 startete er seine eigene Gruppe Forward Energy, mit der er seitdem regelmäßig auftrat. Ryan hat auch in Marco Eneidis American Jungle Orchestra und Eddie Gales Orchestra for World Peace gespielt. 2000 gründete Ryan das Electro/Acoustic Sextet of Oakland, das eine Mischung aus Free Jazz und avantgardistisch-akademischen Stilen spielte. Die Gruppe trat in Oakland und beim Big Sur Experimental Music Festival auf. Außerdem gastierte er beim 401 Festival im Theater Artaud in dem Stück des Komponisten Matthew Burtner für neun Tenorsaxophone, „Portals of Distortion“. 2001 gründete er die Left Coat Improv Group.  2002 nahm er  mit seiner Gruppe Jim Ryan's Forward Energy (mit Alicia Mangan, Scott R. Looney, Adam Lane, Marshall Trammell) für Cadence Records The Concept auf.

## Diskographische Hinweise
- Forward Energy @ the Yellow Room (Jimzeen productions, 1999)
- Forward Energy: Configurations (Edgetone Records, 2002)
- Left Coast Improv Group April-May 2002 (Edgetone Records, 2002)
- Subjects of Desire (2002)